# プレイグリーン湖

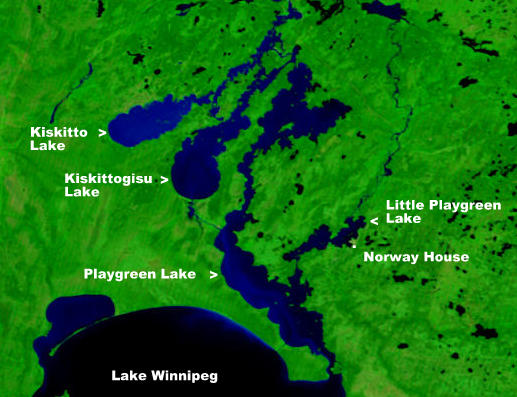

プレイグリーン湖はカナダのマニトバ州にある湖。
面積657 km2で、同州内で9番目の大きさである。ネルソン川上にある湖の一つで、ウィニペグ湖の約10km北に位置する。ネルソン川はウィニペグ湖から流れ出してプレイグリーン湖となった後は二つに分かれてクロス湖へと向かう。東水路とジャック川はプレイグリーン湖南東部から出て、次はリトルプレイグリーン湖に入る。西水路は湖北端から出て次はKiskittogisu湖に入る。
湖は1809年にイギリス人の測量者、地図製作者であり探検家のピーター・フィドラーにより地図に記載された。